# Eskelesův palác

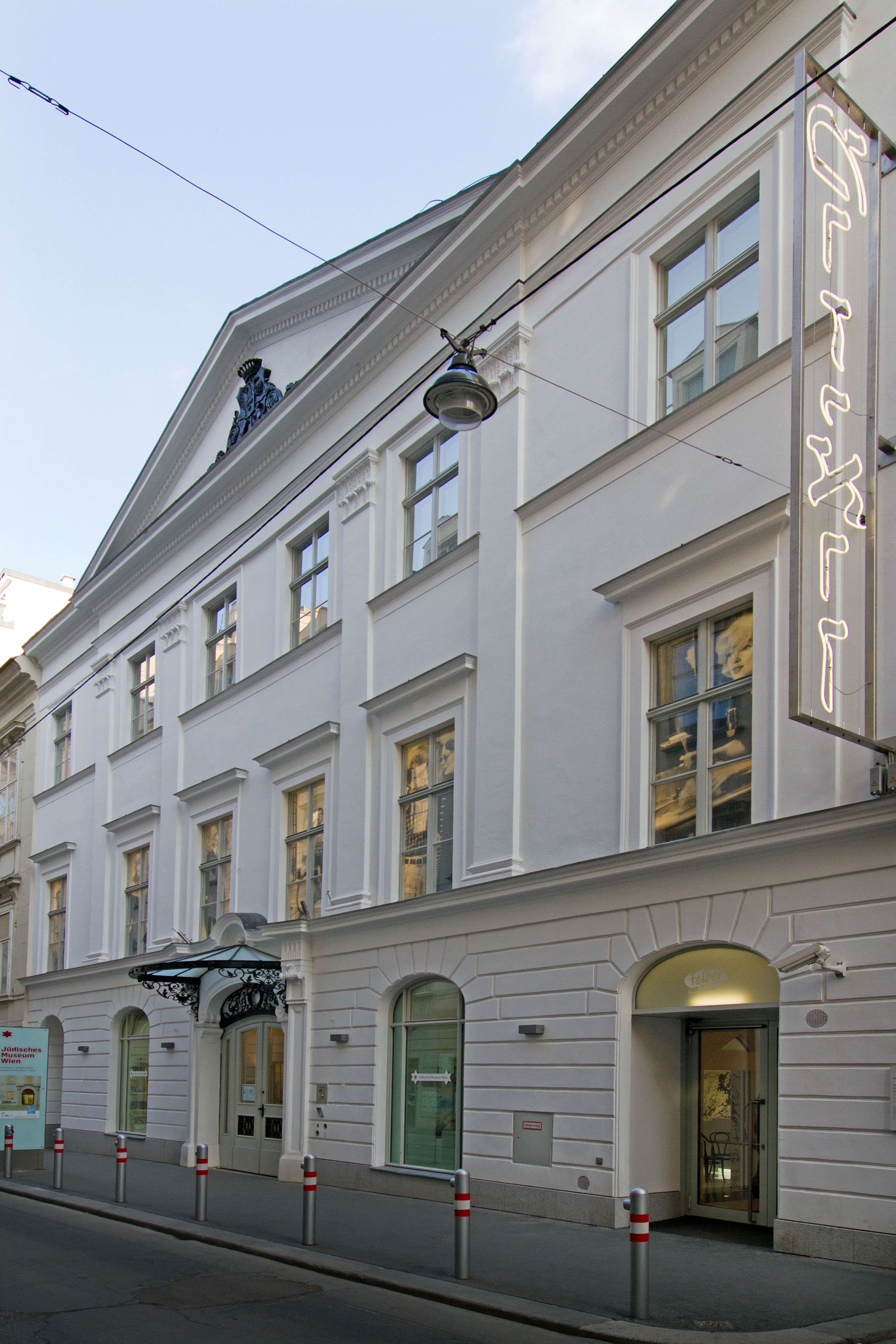
Eskelesův palác

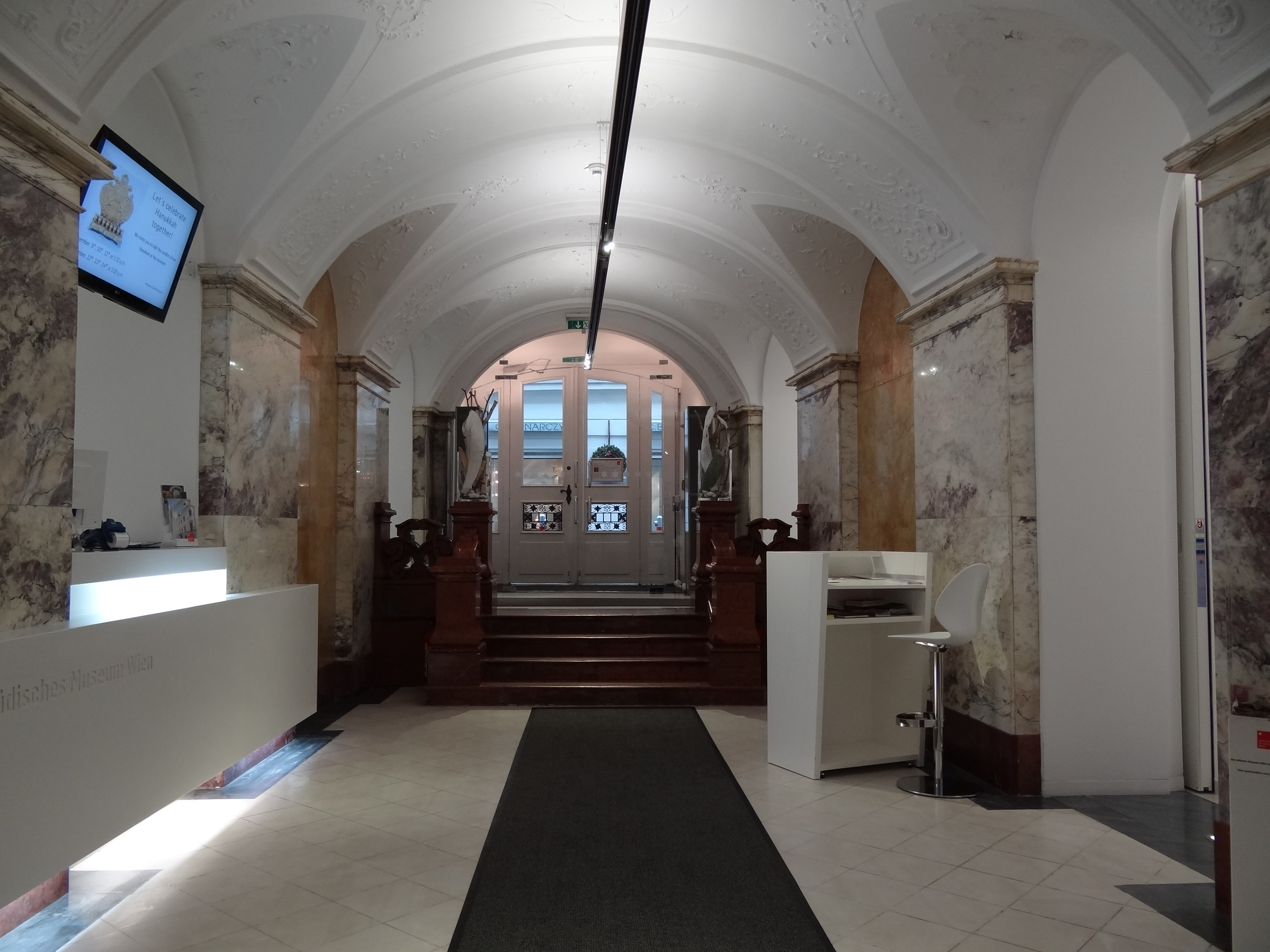
Pohled ke vstupu

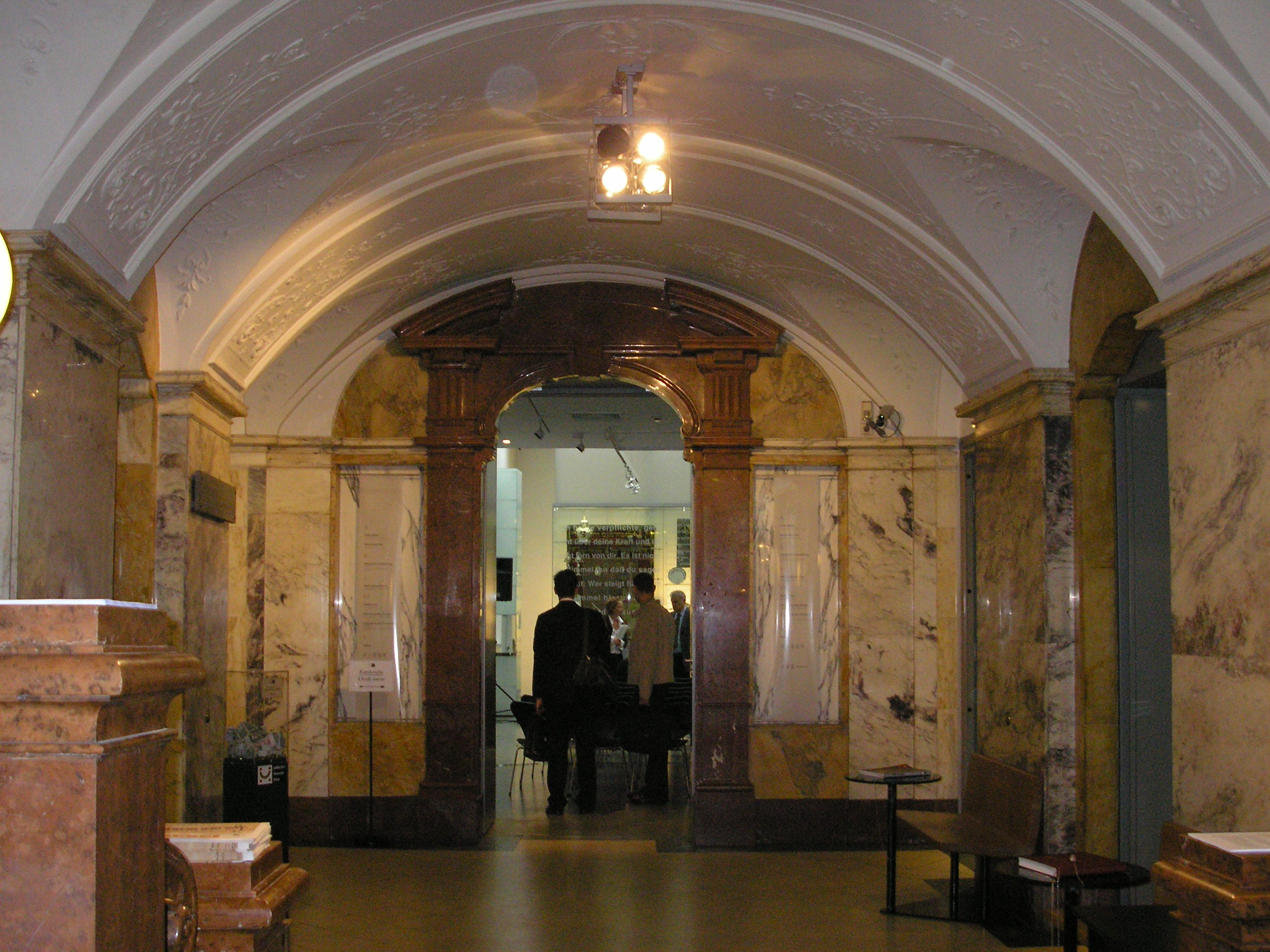
Vestibul před rekonstrukcí

Palác Eskeles (německy Palais Eskeles) je palác ve vídeňském 1. okrese, v ulici Dorotheergasse č. 11. V objektu sídlí vídeňské Židovské muzeum.

## Historie objektu
V roce 1414 v těchto místech řád augustiniánů kanovníků zřídil klášter sv. Doroty („Dorotheerstift“), který později nákupem okolních budov a pozemků rozšířil natolik, že objekt na počátku 16. století vytvořil průčelí dnešního domu č. 11. Kvůli stoupajícím nákladům na provoz a údržbu augustiniáni části budovy prodali nebo pronajali včetně komplexu, k němuž náležel dům č. 11.
V roce 1782 byl klášter na základě církevních reforem císaře Josefa II. přidělen pod správu kláštera Klosterneuburg a roku 1786 zcela zrušen. Klosterneuburský konvent nadále pronajímal odsvěcený kostel a další budovy jako nájemní dům. Kostel sloužil jako aukční síň, která později dostala podle kostela jméno Dorotheum.
V roce 1804 byla budova v Dorotheergasse č. 11 ve vlastnictví Augusta von Holzmeistera, který ji o rok později prodal Anně Marii z Ditrichštejna; ta jeden z bytů v budově v letech 1805-1807 pronajímala mj. Constanze Mozartové, vdově po Wolfgangu Amadeu Mozartovi se syny Franzem Xaverem Wolfgangem a Carlem Thomasem.
V roce 1812 dům patřil Pavlu III. Antonínovi z Esterházy, který jej o rok později přeprodal Aloisi Kounicovi z Rietbergu, synovi státního kancléře hraběte Václava Antonína z Kounic-Rietbergu. Roku 1823 Kounic budovu postoupil v exekuci svému věřiteli, bankovnímu domu Arnstein und Eskeles, založenému roku 1773 Bernhardem svob. pánem von Eskelesem. V jisté listině z té doby je označován jako dům knížete Kounice – nyní Arnsteinův (fürstlich Kaunitzsches – jetzt Arnsteinisches Haus).
V roce 1827 dům zakoupil uherský šlechtic Alexandr Náko hrabě de Szent Miklos, který ho po několika přestavbách od roku 1830 obýval s rodinou a služebnictvem, proto v té době palác nesl jméno Palais Náko. Objekt poté zůstal ještě téměř 70 let ve vlastnictví rodu, než ho hrabě Koloman Náko de Szent Miklos prodal stavitelům Ignazi Fleischerovi a Salomonu Steinovi.
Roku 1895 palác i se zařízením získal Hugo Hermann Werner Ottomar Miethke jako sídlo Galerie Miethke. Miethke nechal klasicistní budovu kompletně přebudovat vídeňskou kanceláří „Kupka & Orglmeister“. Portál byl opatřen železno-skleněnou stříškou a vestibul rokokově předělán. Podlaha byla snížena o čtyři schody, aby se opticky zvýšil vstupní prostor; byla pokryta bílým mramorem a zdi obloženy deskami se žlutavými a fialovými skvrnami. Nástěnné pilíře a balustrády byly zhotoveny z rudého untersberského mramoru.
Později pod vedením malíře Carla Molla se galerie vyvinula v centrum moderního umění.
Po první světové válce byl Eskelesův palác přeměněn na „dům mladých umělců“ („Haus der jungen Künstlerschaft“) a roku 1936 se stal majetkem Dorothea.
V červenci 1993 připadl objekt Židovskému muzeu poté, co provizorně využívalo místnosti Izraelitské náboženské obce v Seitenstettengasse č. 4. Muzeum bylo otevřeno 18. listopadu 1993.

## Další informace
V paláci se nachází nástropní malba z paláce Esterházyů v Mariahilfu, který původně nesl jméno palác Kouniců, později (až do zboření v roce 1970) fungoval jako Mariánské gymnázium.